# Carte rose

La carte rose.

La carte rose,, (en portugais : mapa cor-de-rosa) était un projet géopolitique de 1887 du gouvernement portugais, présenté par Henrique de Barros Gomes, dans lequel les colonies de l'Angola et du Mozambique étaient réunies sur un axe est-ouest. Or, ce projet s'opposait aux plans britanniques qui visaient à réunir Le Cap et Le Caire suivant un axe nord-sud. À la conférence de Berlin de 1885, tous les pays réunis, à l'exception du Royaume-Uni, étaient prêts à entériner ce projet. Le 11 janvier 1890, le gouvernement britannique, en violation du traité de Windsor de 1386 — lequel avait toujours garanti un profond respect entre les deux nations — et du traité de Berlin de 1885, lança un ultimatum demandant que les Portugais se retirassent des territoires des Makololo et des Machona (rivière Shire, sud du lac Malawi). 
Le gouvernement portugais fut obligé de céder (traité anglo-portugais de 1891) devant l'ultimatum britannique de 1890, provoquant une vague d'indignation contre le Royaume-Uni et contre la monarchie portugaise. Des émeutes éclatèrent à la suite de cette humiliation nationale. Une première révolte républicaine échoua début 1891. C'est à cette occasion que fut composé ce qui devint l'hymne national portugais. On appela au boycott des produits britanniques. Une souscription publique fut même organisée pour doter le pays d'un croiseur. Le Parti républicain capitalisa sur ce mécontentement qui enflait et finit par renverser la monarchie en octobre 1910. Le mécontentement eut également une conséquence sur la conscience collective portugaise : elle marqua ici son attachement à la nation et à son empire colonial, attachement dont on observa les conséquences tout au long du XXe siècle.
Une dizaine d'années plus tard, cet espace africain au centre des tensions diplomatiques entre le Portugal et le Royaume-Uni était notamment occupé par la Rhodésie de la British South Africa Company.